# Hypena gonospilalis
Hypena gonospilalis är en fjärilsart som beskrevs av Walker 1866. Hypena gonospilalis ingår i släktet Hypena och familjen nattflyn. Inga underarter finns listade i Catalogue of Life.

## Bildgalleri

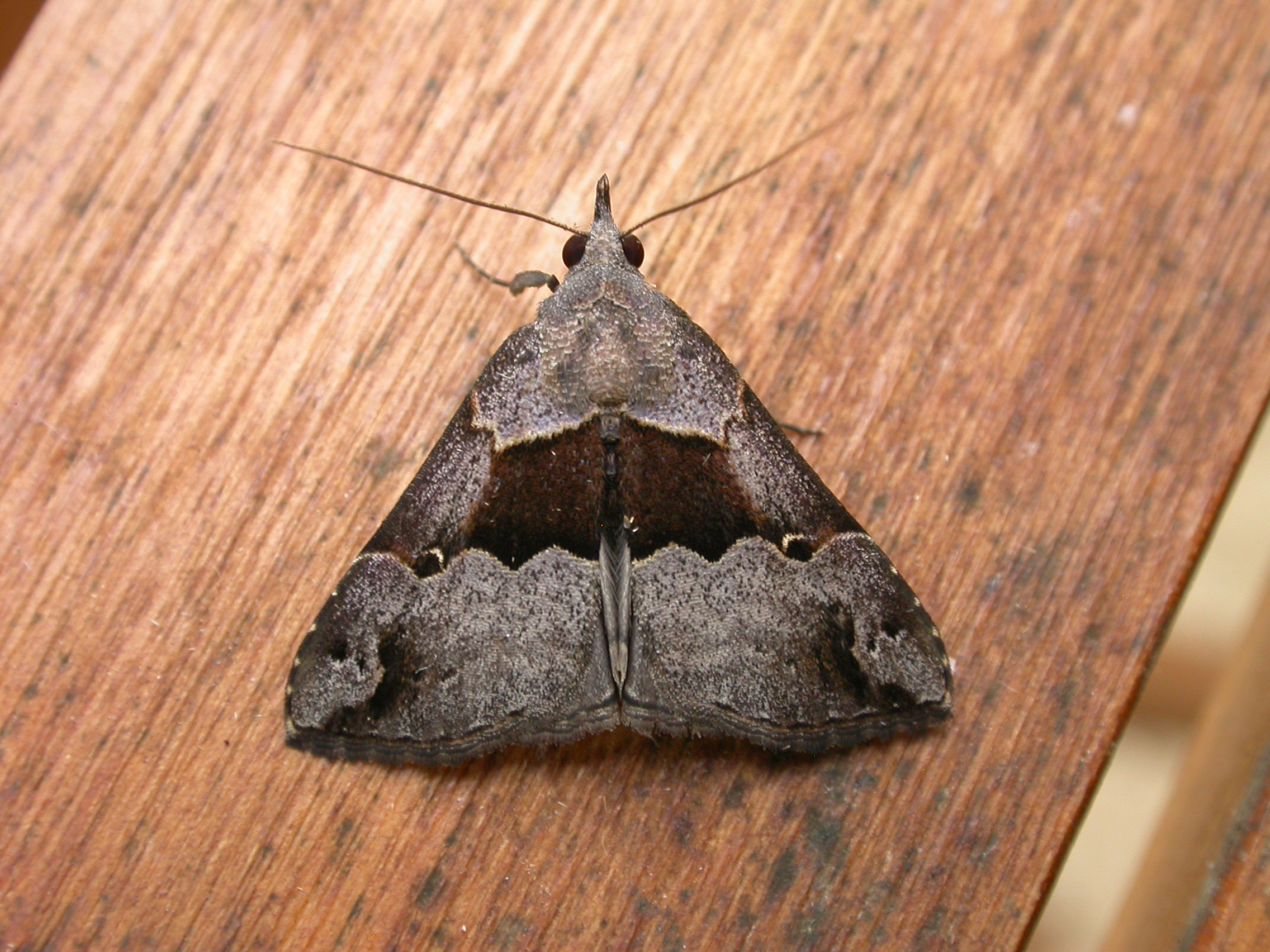
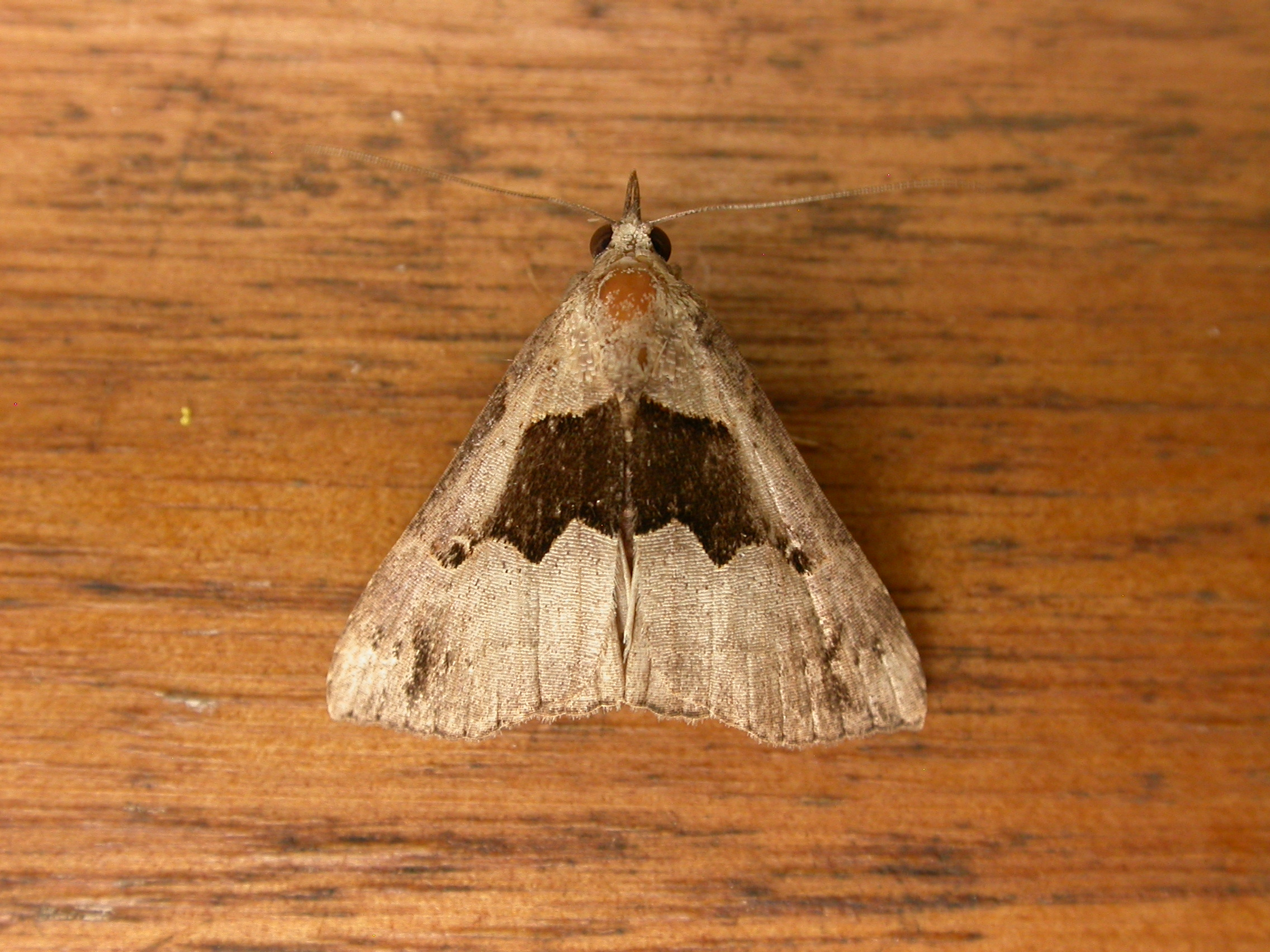